# Rock Band (jogo eletrônico)
Rock Band é um jogo de videogame desenvolvido pela Harmonix Music Systems, publicado pela MTV Games, e distribuido pela EA Distribution. Desenvolvido para o PlayStation 3, Xbox 360 e PlayStation 2 (com uma versão para o Wii anunciada recentemente), Rock Band oferece ao jogador as habilidades de tocar em uma banda virtual, utilizando quatro jogadores com três controles em forma de instrumentos musicais (uma guitarra do modelo Fender Stratocaster - que também pode ser usada para tocar baixo, uma bateria e um microfone) e fazer com que a banda tenha interatividade online ou offline entre multijogadores.
Em dezembro de 2022, a Epic Games – proprietária dos estúdios Harmonix desde 2021 – anunciou que os servidores e todos os serviços online seriam desligados em 24 de janeiro de 2023.

## Trilha sonora

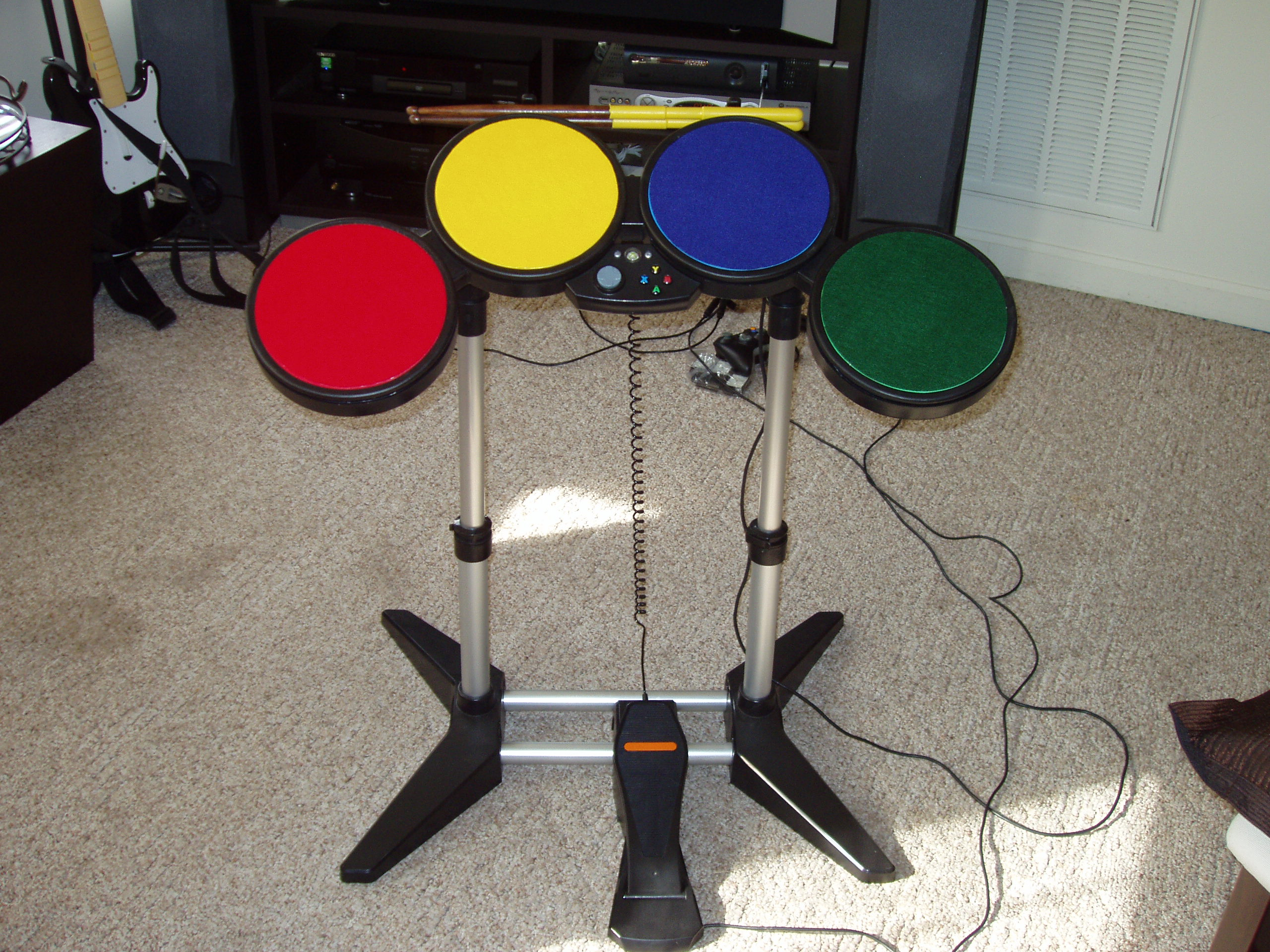
Bateria do jogo.

### Década de 1960
- Rolling Stones "Gimme Shelter"

### Década de 1970
- Aerosmith - "Train Kept a Rollin'"
- The Who - "Won't Get Fooled Again"
- Boston - "Foreplay/Long Time"
- Mountain - "Mississippi Queen"
- The Police - "Next to You"
- David Bowie - "Suffragette City"
- Black Sabbath - "Paranoid"*
- Blue Oyster Cult - "Don't Fear the Reaper"
- The Ramones - "Blitzkrieg Bop"
- Deep Purple - "Highway Star"
- Kiss - "Detroit Rock City"
- Molly Hatchet - "Flirtin' With Disaster"
- The Outlaws - "Green Grass & High Tides"
- Sweet "Ballroom Blitz"

### Década de 1980
- Rush - "Tom Sawyer"
- Bon Jovi "Wanted Dead or Alive"
- The Clash "Should I Stay or Should I Go"
- Faith No More "Epic"
- R.E.M. - "Orange Crush"
- Iron Maiden - "Run to the Hills"

### Década de 1990
- Foo Fighters - "Learn to Fly"
- Metallica - "Enter Sandman"
- Nirvana - "In Bloom"
- Stone Temple Pilots - "Vasoline"
- Weezer - "Say It Ain't So"
- Smashing Pumpkins - "Cherub Rock"
- Radiohead - "Creep"
- Beastie Boys - "Sabotage"
- Hole - "Celebrity Skin"
- Garbage - "I Think I'm Paranoid"
- Soundgarden - "Black Hole Sun"

### Década de 2000
- The Hives - "Main Offender"
- Queens of the Stone Age - "Go With the Flow"
- The Strokes - "Reptilia"
- Jet - "Are You Gonna Be My Girl"
- OK Go - "Here It Goes Again"
- Nine Inch Nails - "The Hand That Feeds"
- Pixies - "Wave of Mutilation"
- Yeah Yeah Yeahs - "Maps"
- Red Hot Chili Peppers - "Dani California"
- Coheed and Cambria - "Welcome Home"
- Fall Out Boy - "Dead on Arrival"
- The Killers - "When You Were Young"
- The New Pornographers - "Electric Version"

### Faixas bônus
O jogo traz ainda 13 músicas bônus:
- "29 Fingers" - The Konks
- "Blood Doll" - Anarchy Club
- "Brainpower" - Freezepop
- "Can't Let Go" - Death of the Cool
- "Day Late, Dollar Short" - The Acro-brats
- "I Get By" - Honest Bob and the Factory-to-Dealer Incentives
- "I'm So Sick" - Flyleaf
- "Nightmare" - Crooked X
- "Outside" - Tribe
- "Pleasure (Pleasure)" - Bang Camaro
- "Seven" - Vagiant
- "Time We Had" - The Mother Hips
- "Timmy and the Lords of the Underworld" - Timmy and the Lords of the Underworld

## Versões
Na versão do Xbox 360 é possível baixar várias músicas.
A versão para Wii do jogo foi anunciada oficialmente em 31 de Janeiro de 2008 pelo Chefe do Setor Executivo da Eletronic Arts, John Riccitiello.